# Sveta Ema
Sveta Ema – wieś w Słowenii, w gminie Podčetrtek. W 2018 roku liczyła 189 mieszkańców.